# Centenier

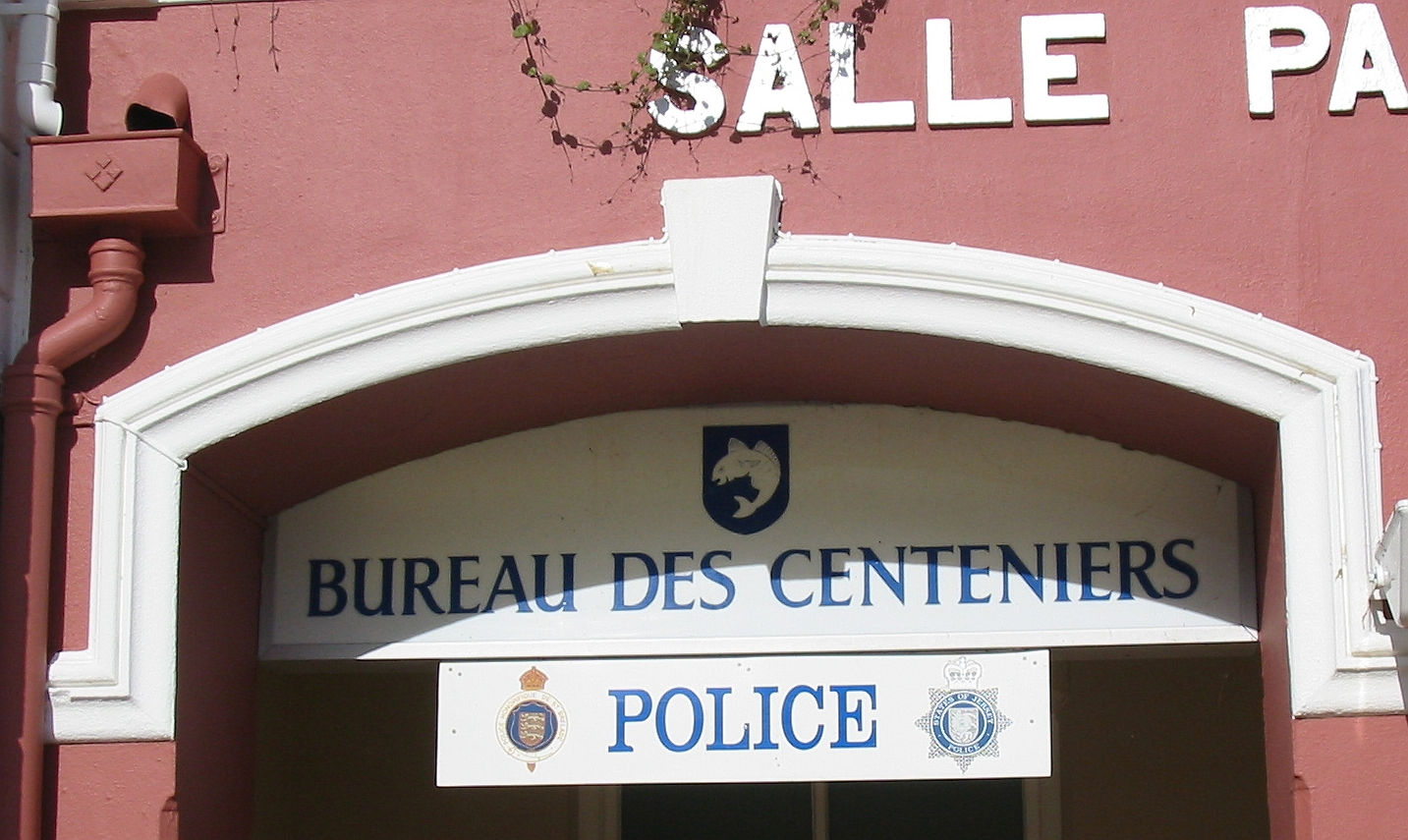
Bureau (Ufficio) des Centeniers, Saint Brélade

I centenier sono degli incaricati, nominati o eletti, in compiti afferenti alla giustizia, o ai vertici di una piccola unità militare; in certi casi simile, ma di rango inferiore, al connestabile.

## Isole anglo-normanne
Nelle Isole del Canale della Manica il centenier è una funzione elettiva nel baliaggio di Jersey. I centenier sono eletti mediante una elezione pubblica nella loro parrocchia. Oltre alla polizia il centenier è l'unico funzionario autorizzato a Jersey per perseguire i contravventori e sanzionarli. Il centenier promuove e segue le indagini della parrocchia e serve come consulente presso il Tribunale di Jersey.

## Impero carolingio
Nell'impero carolingio, i centenier sono gli incaricati del conte che devono amministrare la giustizia nelle suddivisioni della contea corrispondenti alle parrocchie. Si prendono cura dei casi meno importanti.

## Esercito di Francesco I di Francia
Nella legione, un centenier comanda un centinaio di archibugieri e picchieri. Titolo e grado soppressi nel 1558.